# Pluteus plautus
Pluteus plautus (Weinm.) Gillet, 1876 è un fungo basidiomicete.

## Descrizione della specie
Cappello
5 cm di diametro, convesso, leggermente campanulato, poi più aperto
cuticolabrunastra, decorata da squame nerastro-violette
Lamelle
Fitte, intercalate da lamellule, staccate al gambo, da biancastre a rosa.
Gambo
4–6 cm, cilindrico, curvo, concolore al cappello
Carne
Bianca, senza odori o sapori particolari.

## Habitat
Fruttifica su legno di latifoglia marcescente.

## Commestibilità
Commestibile.

## Sinonimi e binomi obsoleti
- Agaricus plautus Weinm., Hym. à Gast. Imp. Ross. Obs.: 136 (1836)
- Pluteus alborugosus Kühner & Romagn., Fl. Analyt. Champ. Supér. (Paris): 423 (1953)
- Pluteus boudieri P.D. Orton, Trans. Br. mycol. Soc. 43: 352 (1960)
- Pluteus depauperatus Romagn., Bull. trimest. Soc. mycol. Fr. 72: 181 (1956)
- Pluteus dryophiloides P.D. Orton, Notes R. bot. Gdn Edinb. 43: 363 (1969)
- Pluteus gracilis (Bres.) J.E. Lange, Fl. Agaric. Danic. 2: 84 (1936)
- Pluteus granulatus Bres., Fung. trident. 1(1): 10 (1881)
- Pluteus hiatulus sensu auct.; fide Checklist of Basidiomycota of Great Britain and Ireland (2005)
- Pluteus pellitus var. gracilis Bres., Hedwigia 24: 134 (1885)
- Pluteus punctipes P.D. Orton, Trans. Br. mycol. Soc. 43: 361 (1960)